# Lindsay Lohan's Beach Club
Lindsay Lohan's Beach Club is een Amerikaanse reality-televisieserie die van 8 januari tot 25 maart 2019 op MTV liep, met in de hoofdrol de Amerikaanse actrice en zakenvrouw Lindsay Lohan. De serie richt zich op Lohans management van haar beachclub in Mykonos, Griekenland, haar carrièreplannen en het werkzame leven van het personeel van de club.
Op 19 juni 2019 werd bekendgemaakt dat de show niet verlengd zou worden voor een tweede seizoen.